# St. Gervasius und St. Protasius (Altenrüthen)

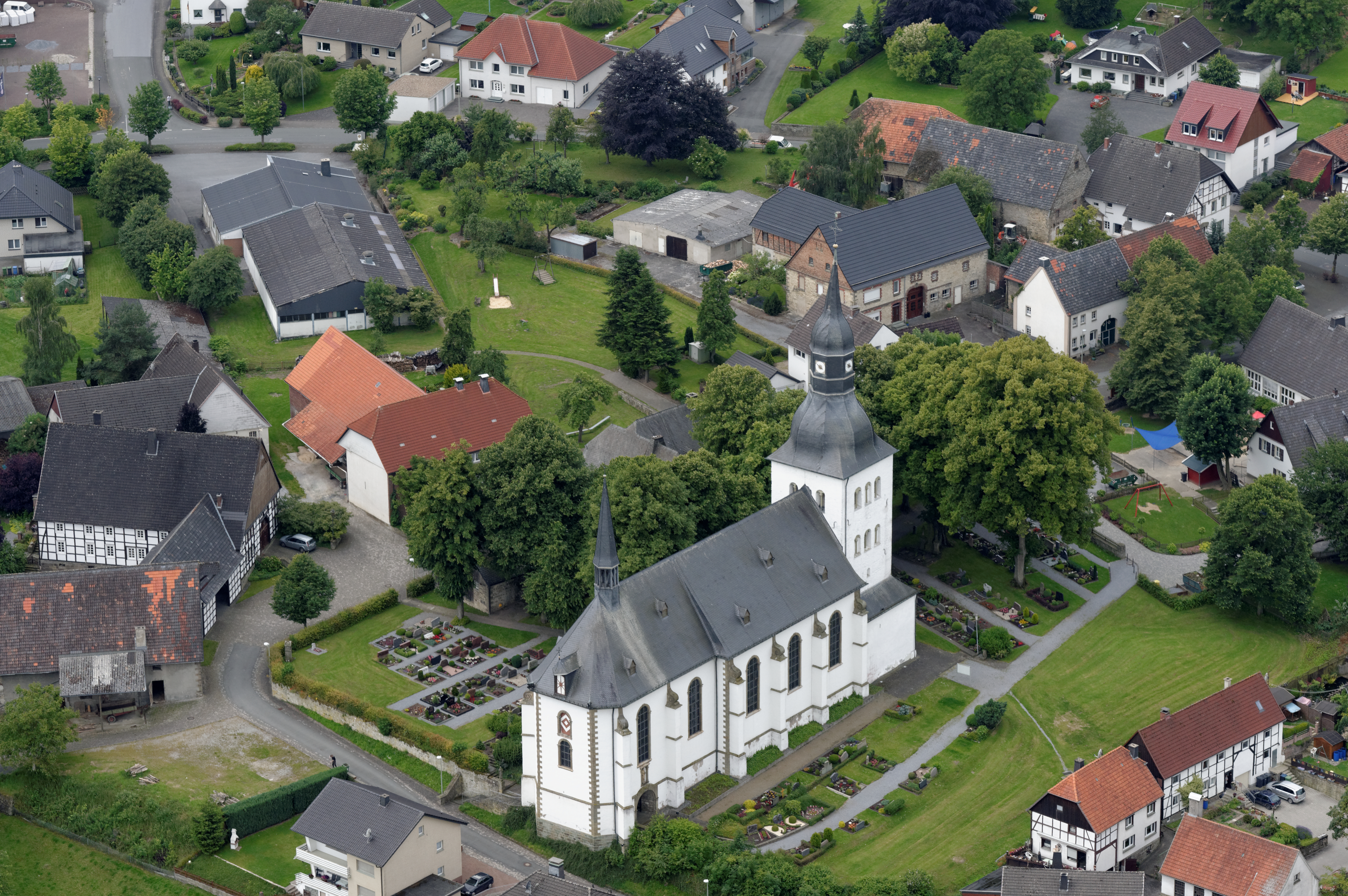
Luftaufnahme (2014)

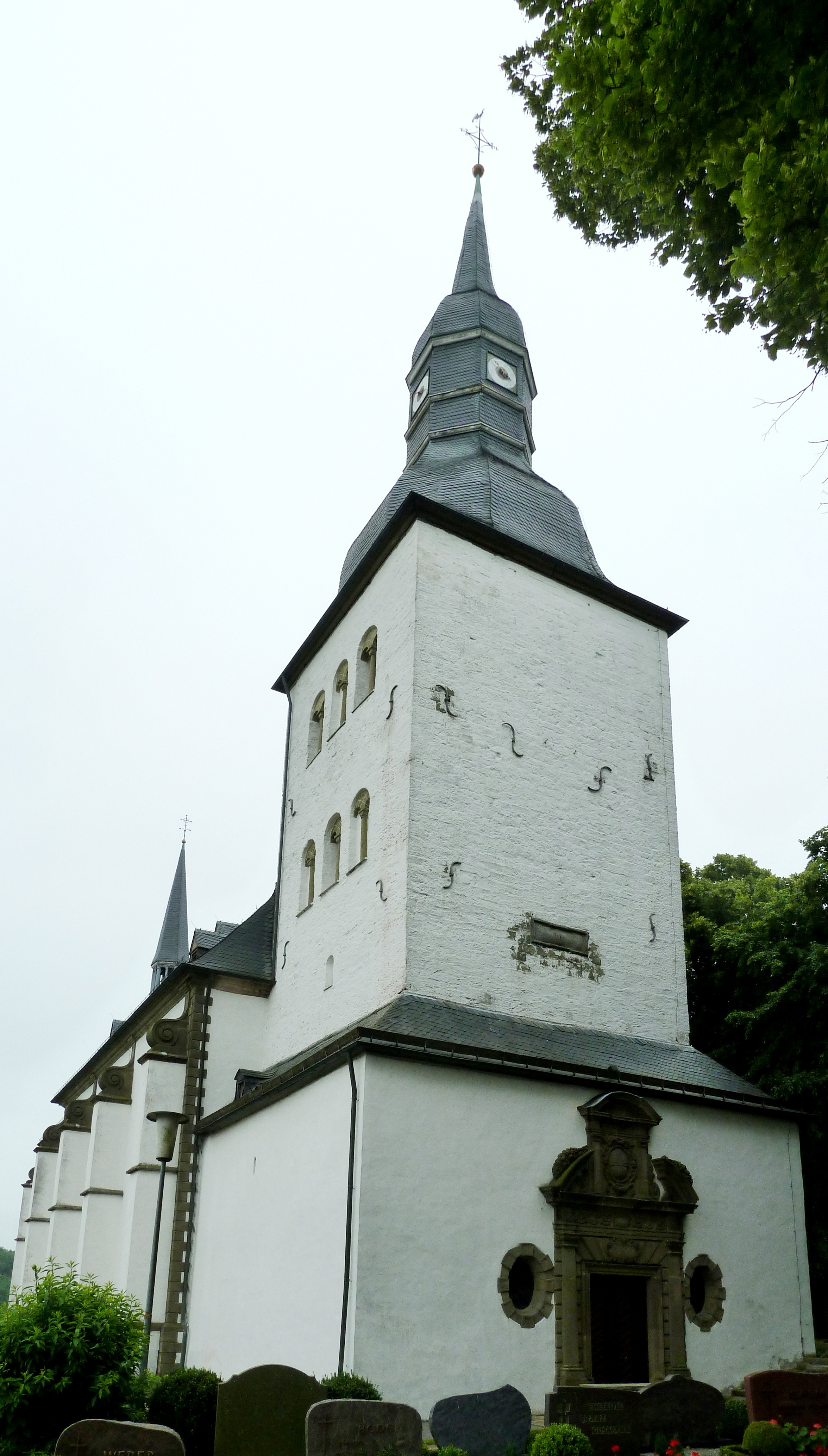
Außenansicht

Die katholische Pfarrkirche St. Gervasius und St. Protasius ist ein denkmalgeschütztes Kirchengebäude in Altenrüthen, einem Stadtteil der Stadt Rüthen im Kreis Soest in Nordrhein-Westfalen. Ihre Patrone sind die Märtyrer Gervasius und Protasius.

## Geschichte
Der in dem Ort um 1000 bestehende Haupthof gehörte dem Erzbischof von Köln. Gegründet wurde die Pfarrei von Erwitte aus in der ersten Hälfte des neunten Jahrhunderts. Zum ursprünglichen Pfarrgebiet gehörten die späteren Pfarreien Langenstraße, Effeln, Meiste, Warstein und Rüthen. Die Kirche wurde 1072 durch den Erzbischof Anno II. dem Kloster Grafschaft inkorporiert. Dies übertrug 1232 die Kirche dem Kloster Oelinghausen unter dem Vorbehalt des Patronatsrechtes; die Kirche wurde wenige Jahre später wieder zurückgenommen. Die Pfarrstelle wurde von 1687 bis 1805 durch Konventuale aus Grafschaft verwaltet.
Die erste Kirche, vermutlich eine Kapelle aus Holz, entstand um 750, der Ort wurde um die Zeit Ruothino genannt. Nach 800 wurde von den Karolingern die erste Steinkirche errichtet. Um 1000 wurde ein Wehrkirchturm errichtet, um vor Überfällen geschützt zu sein. Mit der Gründung der Stadt Rüthen um 1200 war der Wehrturm nicht mehr notwendig, er wurde bis auf das 1. Obergeschoss abgerissen und dann aufgemauert. Im Dreißigjährigen Krieg wurden Turm und Kirche stark beschädigt, der Turm wurde 1647 notdürftig instand gesetzt. Das Kirchengebäude wurde 1664 abgerissen und durch einen Neubau, die heutige Kirche, ersetzt. Der Turm wurde 1686 komplett saniert, zum Haupteingang ohne Türen wurde der heutige Eingang zur Kapelle, somit entstand eine offene Kirche. Um 1750 wurde der Hochaltar aufgebaut, die Sakristei und das Südportal, der heutige Haupteingang, wurden 1760 errichtet. 1779 wurde die Orgel gebaut.

## Architektur
Die dreijochige verputzte Saalkirche mit einem dreiseitig geschlossenen Chor ist ein Dachreiter aufgesetzt. Der stattliche romanische Westturm wurde um 1200 aufgestockt und im 17. Jahrhundert dem barocken Neubau angepasst. Das Langhaus wurde von 1664 bis 1667 unter der Bauleitung von Nikolaus Tendel errichtet. Die zweigeschossige Sakristei im Osten wurde von Franz Christoph Nagel entworfen und von 1755 bis 1757 gebaut. Zur selben Zeit wurden die Fenster und Türen im Langhaus neu eingefasst. Das Südportal mit einem Wappen ist mit 1779 bezeichnet. Im Saal ruht ein weites Kreuzgratgewölbe auf gestuften Wandpfeilern und Gurtbögen. Der Gang unter der Sakristei ist tonnengewölbt. Die tiefer gelegene Turmhalle ist kreuzgratgewölbt, die ursprünglich durch hohe Rundbogen zum Schiff hin geöffnete Halle wurde mit einer Fachwerkwand verschlossen. Auch die seitlichen Nischen waren ursprünglich offen. Die Sakristei und die Kleiderkammer befinden sich in der Flucht des Chores. Der 3/8 Schluss des Chores ist nur von Innen erkennbar.

## Ausstattung

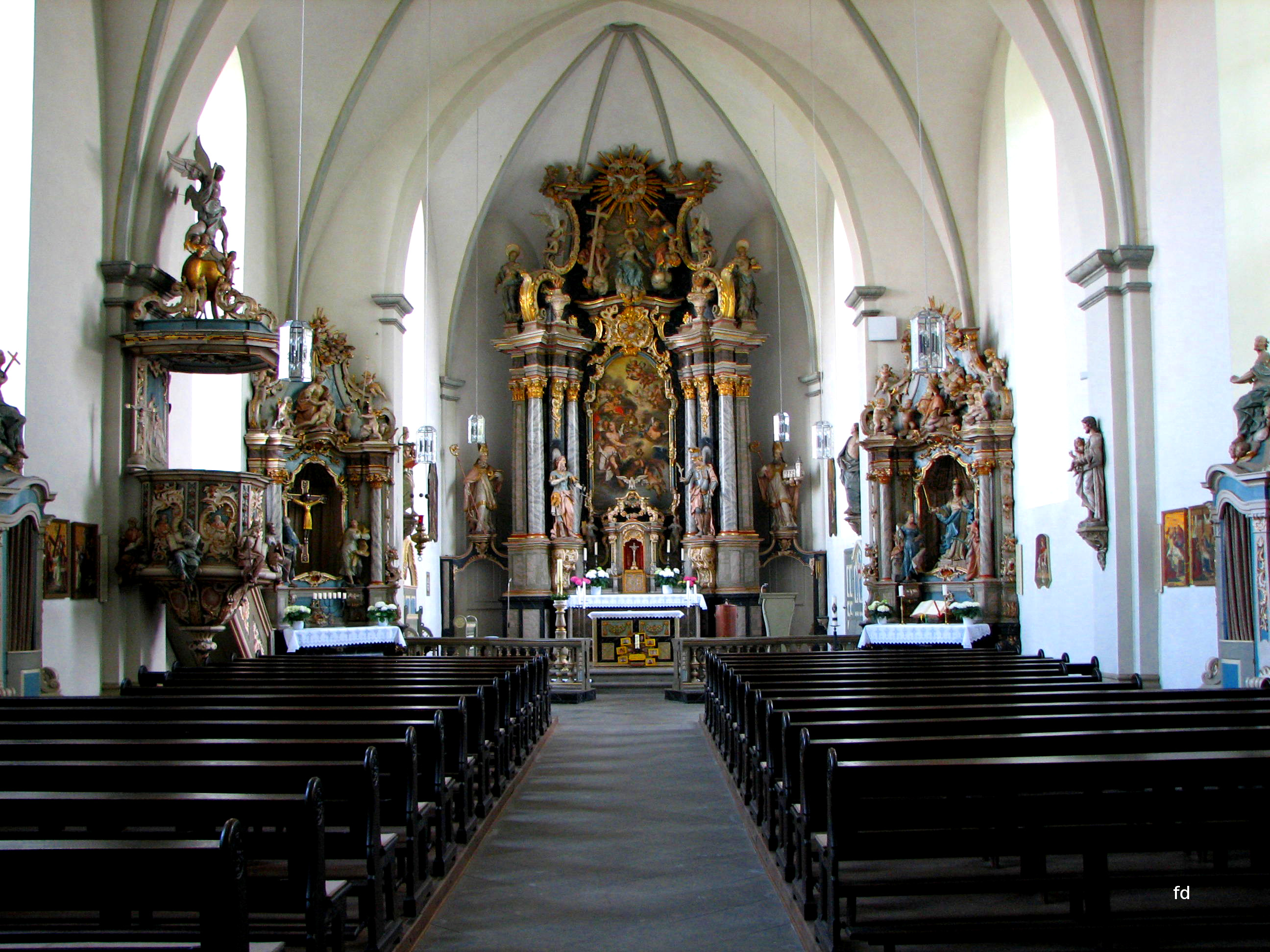
Innenansicht

Eine umfangreiche Barockausstattung wurde um 1750 von Johann Theodor Axer geschaffen
- Großer Hochaltar, ausgestattet mit Figurenschmuck und einem Gemälde, auf dem die Verehrung der Eucharistie dargestellt ist, das Gemälde stammt von Anton Joseph Stratmann. Der Altar ist flankiert von geschnitzten Figuren der Kirchenpatrone
- Seitenaltäre von Johann Theodor Axer; der südliche zeigt Maria Himmelskönigin, der nördliche zeigt ein spätromanisches Kruzifix aus Silber und Holz, „Herrgott von Altenrüthen“ genannt. Der Legende nach befinden sich als Reliquie in ihm Partikel vom Kreuz Jesu.[2][3] Das dazugehörige Altarbild von 1765 mit der Kreuzung Christi befindet sich heute an der nördlichen Chorwand.
- Geschnitzte Kanzel
- In der Sakristei steht ein Ankleidetisch mit einer Kreuzigungsgruppe aus der Werkstatt Axer[1]

## Glocken
Im Kirchturm hängt ein dreistimmiges Glockengeläut:
- Die große Glocke aus Bronze wurde 1680 von Johannes de la Paix und Claudius Lamiralle gegossen.[1] Sie wiegt 1200 kg, hat einen Durchmesser von 1280 mm und erklingt in d'.
- Die mittlere Glocke aus Sonderbronze wurde 1948 von Albert Junker in Brilon gegossen. Sie wiegt 900 kg, hat einen Durchmesser von 1180 mm und erklingt in f'.
- Die kleine Glocke aus Sonderbronze wurde ebenfalls 1948 von Albert Junker in Brilon gegossen. Sie wiegt 650 kg, hat einen Durchmesser von 1050 mm und erklingt in g'.

## Orgel
Das Instrument ist eines der am besten erhaltenen des Orgelbauers Johann Gottlieb Müller, der 1727 als Sohn des Orgelbauers Johann Georg Müller geboren wurde. Johann Gottlieb baute die Orgel von 1783 bis 1784 als Cölnischer Hoforgelmacher, das Instrument hat 13 Register. Von 1849 bis 1850 veränderte Adolf Fischer geringfügig die Disposition. Durch eine Zusatzlade von fünf Kanzellen konnte der Klaviaturumfang auf 54 Töne erweitert werden. Gleichzeitig wurde die Orgel durch ein Pedal von fünf Registern und ein Unterwerk von sieben Registern erweitert. 1980 bis 1981 nahm die Orgelwerkstatt Siegfried Sauer aus Ottbergen eine Restaurierung vor, der Prospekt von 1783 konnte, ebenso wie die Registertraktur der Manuale und die Windladen erhalten werden. Die mechanisch arbeitende Spieltraktur wurde durch einen mechanischen Spieltisch ersetzt. Im Rahmen der erweiterten Konzeption von 1850 wurde das Hauptwerk von 1784 renoviert.